# Plainville, Illinois
Plainville är en ort i Adams County, Illinois, USA. År 2000 hade orten 248 invånare. Den har enligt United States Census Bureau en area på 0,6 km², allt är land.